# Политика на строги икономии
Политиката на строги икономии, или само политика на икономии, е разновидност на икономическа (главно бюджетна) политика на страна, която преживява труден финансов и икономически период (криза, рецесия, депресия).
Подобен курс обикновено се предприема в отговор на редица негативни явления в икономиката, появили се в резултат от криза на свръхпроизводството или криза с рефинансирането на банките и прочее причини. 
По отношение на гражданите политиката на строги икономии се изразява в намаляване на заплатите и социалните пакети на служителите в публичния сектор; намаляване на пенсиите, стипендиите, социалните помощи и други социално ориентирани програми с успоредни мерки за увеличаване на фискалните приходи.
Някои теоретици считат, че в съвременната пазарна икономика политиката на строги икономии е считана за неефективно средство за справяне с кризисни явления , тъй като води икономиката на страната до състояние на постоянна „дефлационна спирала“. По случая с България след самоналожената политика на валутен съвет бившият премиер Иван Костов, макар да въвежда тази политика през 1997 г., съветва (2017) страната да излезе от ограниченията на валутния съвет.
Често такава политика се основава на политически мотиви, а не на финансови и икономически закони.
Политиката на строги икономии може да се комбинира с други ограничителни мерки, като например замразяване на банкови сметки, ограничения върху износа на капитали, както по време на финансовата криза в Гърция (2010) и др.